# Karl Schmückle (pilot)
Karl Schmückle – as lotnictwa niemieckiego Luftstreitkräfte z 6 zwycięstwami w I wojnie światowej.
Od maja 1918 roku służył w Jagdstaffel 21. Pierwsze potwierdzone zwycięstwo powietrzne odniósł 2 maja. W Jasta 21 odniósł łącznie 4 potwierdzone, w tym jeden balon obserwacyjny, i jedno niepotwierdzone zwycięstwo. 21 sierpnia 1918 roku został przeniesiony do Jagdstaffel 15, w której pozostał do końca wojny. W jednostce odniósł kolejne 2 zwycięstwa ostatnie 4 października. Jego dalsze losy nie są znane.